# 東貞美
東 貞美（あずま さだみ）は、日本の元アマチュア野球選手（投手）。

## 経歴・人物
三国高校で1969年夏の選手権の北陸大会において、決勝で同じ福井県にある若狭高校に敗退。
高校卒業時に、同年のドラフト会議で中日から9位指名を受けたが、入団を拒否し、三菱名古屋に入社した。
三菱名古屋では、1977年の全名古屋による台湾遠征のメンバーにも選ばれ、翌年の都市対抗野球の一回戦でカーブと速球により、電電東京から10奪三振を奪った。引退後は三菱自動車岡崎野球部の副部長を務めた。